# 文尼察國際機場
文尼察國際機場（烏克蘭語：Міжнародний Аеропорт «Вінниця» (Гавришівка)），是位於烏克蘭西南部文尼察州文尼察區文尼察市镇哈夫里希夫卡村附近的一座軍民兩用的機場，距離首都基輔約160公里。
至2020年7月僅提供至地中海地區機場的不定期包機服務，目的地包含蒙特內哥羅、埃及、土耳其，在猶太新年期間有飛往以色列特拉維夫的包機。附近的機場位於文尼察以及巴爾，由於主要的雷達設在巴爾的機場，所以巴爾機場負責主要的航空管制工作。
2022年3月6日，烏克蘭總統泽连斯基證實该機場已被俄羅斯發射的8枚導彈擊中而完全炸毀。

## 客流量狀態
| 年別 | 客運量 | 較上一年度變化 | 航班數 | 較上一年度變化 |
| ---- | ------ | -------------- | ------ | -------------- |
| 2015 | 9,800  | –              | –      | –              |
| 2016 | 29,002 | ▲0195.9%       | 442    | –              |
| 2017 | 52,942 | ▲082,5%        | 802    | ▲081,4%        |
| 2018 | 60,873 | ▲015%          | 1,344  | ▲067,5%        |

## 外部連結
- 機場官網[]